# Jan Doležal (chemik)
Jan Doležal (ur. 22 grudnia 1923 w Chotieborzu, zm. 22 marca 1981 w Pradze) – czeski chemik analityczny.

## Życiorys
Urodził się 22 grudnia 1923 r. w Chotieborzu. Od 1949 r. pracował na Wydziale Przyrodniczym Uniwersytetu Karola w Pradze, gdzie na Katedrze Chemii Analitycznej wykładał w latach 1956–1966 będąc docentem, a od 1966 r. profesorem. Zmarł 22 marca 1981 w Pradze.
Zajmował się elektrolizą, zwłaszcza polarografią materiałów nieorganicznych.

## Twórczość
- Polarometrické titrace (współautor Jaroslav Zýka, Praga 1957, 1961)
- Rozklady základních anorganických surovin (współautorzy Pavel Povondra, Zdeněk Šulcek, Praga 1966)
- Polarografická analýza nerostných surovin (współautor Josef Musil, Praga 1977)